# El Maguey, Tempoal
El Maguey är en ort i Mexiko.   Den ligger i kommunen Tempoal och delstaten Veracruz, i den sydöstra delen av landet, 240 km norr om huvudstaden Mexico City. El Maguey ligger 81 meter över havet och antalet invånare är 171.
Terrängen runt El Maguey är platt, och sluttar västerut. Runt El Maguey är det ganska tätbefolkat, med 75 invånare per kvadratkilometer. Närmaste större samhälle är Tantoyuca, 16,9 km sydost om El Maguey. Omgivningarna runt El Maguey är en mosaik av jordbruksmark och naturlig växtlighet.